# Jüdischer Friedhof (Leubsdorf (am Rhein))

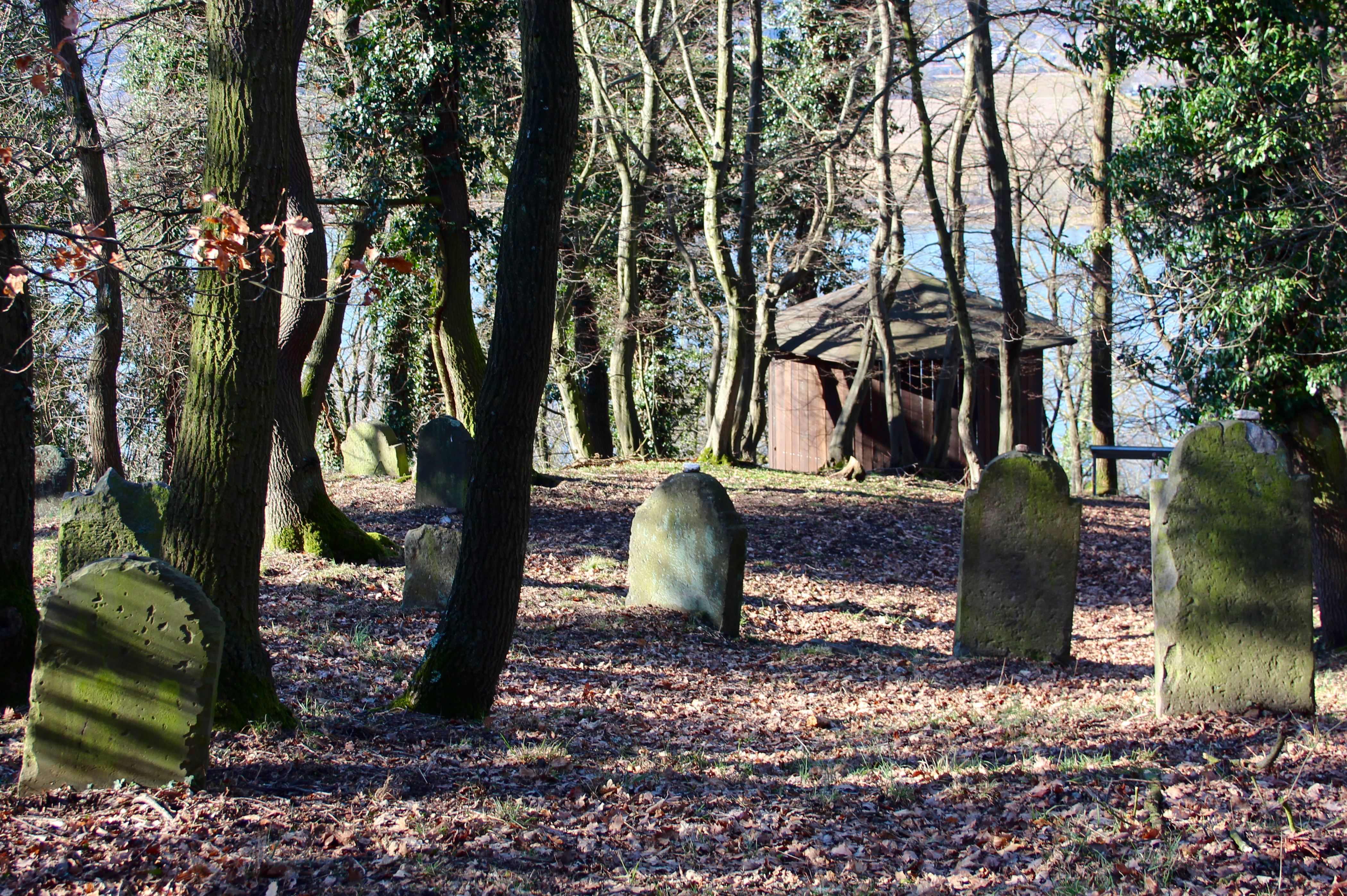
Der jüdische Friedhof zu Leubsdorf (am Rhein)

Der jüdische Friedhof Leubsdorf ist ein jüdischer Friedhof in Leubsdorf (am Rhein), einer Ortsgemeinde im Landkreis Neuwied im Norden von Rheinland-Pfalz.

## Geschichte
Der Judenfriedhof von Leubsdorf am Rhein liegt etwa 600 m südlich des Ortskerns am Ende der Straße Im Eisel. Er entstand im 17. Jahrhundert und umfasst eine Fläche von 10,05 Ar. Der Friedhof enthält 22 erhaltene Grabsteine (Mazewot), der älteste lesbare Grabstein stammt von 1678. Bis 1854, als der Jüdische Friedhof von Linz am Rhein entstand, wurden auf dem Friedhof auch die Juden der jüdischen Gemeinde aus Linz am Rhein beigesetzt. Er steht seit 1989 unter Denkmalschutz und ist ein geschütztes Kulturdenkmal.